# Matyášův chrám
Matyášův chrám (maďarsky: Mátyás-templom) je římskokatolický gotický kostel v Budapešti, hlavním městě Maďarska, nacházející se nedaleko budínského hradu. Kostel a jeho okolí byl dějištěm posledních dvou korunovací uherských králů (1867, 1916).
Kostel je zasvěcen Nanebevzetí Panny Marie. Jako Matyášův chrám je také zván od 19. století na upomínku krále Matyáše Korvína, který nařídil přestavbu jižní věže chrámu.